# Xã Cleveland, Quận Ouachita, Arkansas
Xã Cleveland (tiếng Anh: Cleveland Township) là một xã thuộc quận Ouachita, tiểu bang Arkansas, Hoa Kỳ. Năm 2010, dân số của xã này là 232 người.